# M44 (бронетранспортёр)
M44 (англ. Armored Utility Vehicle M44) — опытный бронетранспортёр США, созданный в середине 1940-х годов. M44 был разработан в рамках инициированной в 1944 году программы по замене обладавших недостаточной подвижностью и защищённостью полугусеничных бронетранспортёров полностью гусеничными машинами нового поколения. Разработка M44 была начата ещё в ходе Второй мировой войны, в апреле 1945 года, а опытная партия из 6 бронетранспортёров была изготовлена к лету того же года. M44 был принят на вооружение как «ограниченно стандартный» (англ. limited standart), однако из-за несоответствия тактическим требованиям армии, предусматривавшим использование бронетранспортёров вместимостью в одно отделение пехоты, от его серийного производства было решено отказаться, и выпущенные машины использовались лишь для испытаний и опытов.

### Сноски
1. ↑  Соответственно, полная и полезная мощность двигателя
2. ↑  Соответственно, по полной и полезной мощности двигателя